# Ajda Košnjek
Ajda Košnjek (* 21. Oktober 2007) ist eine slowenische Skispringerin.

## Werdegang
Ajda Košnjek debütierte am 2. Oktober 2021 in Predazzo im Skisprung-Alpencup und wurde auf Anhieb Zweite. Im Sommer 2022 folgten zwei Siege und ihre erste Teilnahme am FIS Cup. Bereits bei ihrem zweiten Wettbewerb in dieser Kategorie gelang ihr ebenfalls ein Sieg. Kurz darauf bestritt Košnjek zwei Springen im Continental Cup und erreichte beide Male Platzierungen unter den ersten Zehn. Beim Silvester-Turnier 2022/23 gab die Slowenin ihr Debüt im Weltcup. Im Rahmen der Junioren-WM 2023 gewann sie in den Mannschaftswettbewerben zwei Medaillen und erreichte im Einzel den sechsten Rang. Im Februar 2023 holte Košnjek erstmals Wettkampfpunkte im Weltcup. Die Saison 2022/23 beendete sie außerdem als Gesamtzehnte im Alpencup sowie -achte im FIS Cup. Zum Auftakt des Skisprung-Grand-Prix 2023 holte sie erstmals Punkte in dieser Wettbewerbsserie.
Auf der HS-55-Schanze in Sebenje hält Košnjek mit 53 m seit dem 5. September 2021 den Rekord bei den Damen.

## Statistik

### Weltcup-Platzierungen
| Saison  | Platz | Punkte |
| ------- | ----- | ------ |
| 2022/23 | 045.  | 018    |
| 2023/24 | 036.  | 048    |

### Grand-Prix-Platzierungen
| Saison | Platz | Punkte |
| ------ | ----- | ------ |
| 2023   | 010.  | 157    |
| 2024   | 051.  | 007    |

### Intercontinental-Cup-Platzierungen
| Saison  | Platz | Punkte |
| ------- | ----- | ------ |
| 2023/24 | 043.  | 047    |
| 2024/25 | 058.  | 107    |

### Continental-Cup-Platzierungen
| Saison  | Platz | Punkte |
| ------- | ----- | ------ |
| 2022/23 | 030.  | 127    |